# Antonio Tejero Molina
Antonio Tejero Molina (* Alhaurín el Grande, Málaga, 30. dubna 1932) je někdejší podplukovník španělské Guardia Civil. Byl jedním z hlavních aktérů a vůdců pokusu o státní převrat ve Španělsku 23. února 1981, známý pod názvem 23-F.